# Baba (auteur)
Pour les articles homonymes, voir Baba.
Baba, pseudonyme de Baptiste Delieutraz, est un auteur français de bande dessinée né le 9 décembre 1975. Il est dessinateur de la série Le Piou.

## Biographie
Baba apprend le métier de la bande dessinée à l'école Émile Cohl où il obtient son diplôme 3 ans plus tard.
En collaboration avec Lapuss et Tartuff, il lance la série en tant que dessinateur Le Piou, bande dessinée muette d'humour absurde, dont deux tomes sont parus aux éditions Dupuis entre 2009 et 2010 et deux tomes chez Monsieur Pop Corn entre 2013 et 2015. La série est publiée dans Le Journal de Spirou entre 2006 et 2013. Pour le volume trois, Actua BD décrit le graphisme de Baba comme « très expressif » et émet des critiques positives. Toujours avec Tartuff et Lapuss, Baba dessine également la série Superblagues, aux éditions Delcourt, dont deux tomes sont parus entre 2008 et 2009. Il est aussi dessinateur de Poylgamer (Pix'n Love), Les Grandes Gueules (Le Lombard) et Space Wars (Monsieur Pop Corn).
En 2015, Baba devient co-scénariste de Benjamin G sur la série Les 4 Rennes.

## Publications

### One-shots
- Poylgamer : (K.Mi), Pix'n Love, 2012
- Les Grandes gueules : tome 1 : Vive les grandes gueules de RMC (Tartuff, Lapuss), Le Lombard
- Des histoires courtes des Tuniques Bleues par... (Histoire courte avec Lapuss et Tartuff dans un album collectif), Dupuis, 2016
- Marsupilami par... 1/2 (Histoire courte avec Lapuss et Tartuff dans un album collectif), Dupuis, 2017
- ça, c'est vraiment BD ! (Bapt, Gael, Tartuff), Le Lombard, 2019

### Séries
Superblagues
- Superblagues, tome 1 : Finie la rigolade (Tartuff, Lapuss), Delcourt
- Superblagues, tome 2 : Abus de pouvoir (Tartuff, Lapuss), Delcourt

Les 4 Rennes
- Les 4 Rennes, tome 1 : Commando Père Noël (Benjamin G, Olivier Tichit, Damien Gay), Kramiek, 2015
- Les 4 Rennes, tome 2 : Horreur boréale (Benjamin G, Olivier Tichit, Damien Gay), Kramiek, 2016

Le Piou
- 1 Idiot d'oiseau, Dupuis,  (ISBN 978-2-8001-4526-6), 2009
Scénario : Lapuss - Dessin : Baba - Couleurs : Tartuff
- 2 Débile volatile, Dupuis,  (ISBN 978-2-8001-4783-3), 2010
Scénario : Lapuss - Dessin : Baba - Couleurs : Tartuff
- 3 World tour, Monsieur Pop Corn,  (ISBN 979-1-09-096202-6), 2013
Scénario : Lapuss - Dessin : Baba - Couleurs : Tartuff
- 4 Jurassic Piou, Monsieur Pop Corn,  (ISBN 979-1-09-096207-1), 2015
Scénario : Lapuss - Dessin : Baba - Couleurs : Tartuff
- 5 Power Piou, Kennes,  (ISBN 978-2-38075-214-4), 2021
Scénario : Lapuss - Dessin : Baba - Couleurs : Tartuff

Game of Crowns
- Game of Crowns, tome 1 : Winter is cold (Tartuff, Lapuss'), Casterman, 2017
- Game of Crowns, tome 2 : Spice and Fire (Tartuff, Lapuss'), Casterman, 2018
- Game of Crowns, tome 3 : King Size (Tartuff, Lapuss'), Casterman, 2019

Space Wars
- Space Wars, tome 1 (Tartuff, Lapuss'), Kennes, 2020 (Pop-Corn, 2015)
- Space Wars, tome 2 (Tartuff, Lapuss'), Kennes, 2020
- Space Wars, tome 3 (Tartuff, Lapuss'), Kennes, 2021

Bon Chien
- Bon Chien, tome 1 (Tartuff, Lapuss'), Kennes, 2020
- Bon Chien, tome 2 (Tartuff, Lapuss'), Kennes, 2020
- Bon Chien, tome 3 (Tartuff, Lapuss'), Kennes, 2021

Squish Game
- Squish Game, tome 1 (Tartuff, Lapuss'), Kennes, 2022